# Koszykówka na Letnich Igrzyskach Olimpijskich 2008
Koszykówka na XXIX Letnich Igrzyskach Olimpijskich rozgrywana była w dniach 9 - 24 sierpnia 2008 w Wukesong Culture & Sports Center w Pekinie.

## Wyniki

### Medaliści
| Mężczyźni | Złote | Srebrne | Brązowe |
| Mężczyźni | Stany Zjednoczone | Hiszpania | Argentyna |
| Mężczyźni | Carlos Boozer Chris Bosh Kobe Bryant Dwight Howard LeBron James Jason Kidd Deron Williams Tayshaun Prince Michael Redd Dwyane Wade Chris Paul Carmelo Anthony | José Calderón Rudy Fernández Jorge Garbajosa Marc Gasol Pau Gasol Carlos Jiménez Raül López Alex Mumbrú Juan Carlos Navarro Felipe Reyes Berni Rodríguez Ricky Rubio | Carlos Delfino Manu Ginóbili Román González Juan Pedro Gutiérrez Leonardo Gutiérrez Federico Kammerichs Andrés Nocioni Fabricio Oberto Pablo Prigioni Antonio Porta Paolo Quinteros Luis Scola |

### Medalistki
| Kobiety | Złote | Srebrne | Brązowe |
| Kobiety | Stany Zjednoczone | Australia | Rosja |
| Kobiety | Seimone Augustus Sue Bird Tamika Catchings Sylvia Fowles Kara Lawson Lisa Leslie DeLisha Milton-Jones Candace Parker Cappie Pondexter Katie Smith Diana Taurasi Tina Thompson | Suzy Batkovic-Brown Tully Bevilaqua Rohanee Cox Hollie Grima Kristi Harrower Lauren Jackson Erin Phillips Emma Randall Jenni Screen Belinda Snell Laura Summerton Penny Taylor-Gil | Swietłana Abrosimowa Becky Hammon Marina Karpunina Ilona Korstin Marina Kuzina Jekatierina Lisina Irina Osipowa Oksana Rachmatulina Tatiana Szczegołewa Irina Sokołowskaja Marija Stiepanowa Natalija Wodopjanowa |